# Air Inter
Air Inter – francuska linia lotnicza istniejąca w latach 1954–1997. Wykonywała głównie połączenia krajowe z Paryża. 1 kwietnia 1997 została przejęta przez Air France.

## Flota
W ciągu 37 lat istnienia linie korzystały z następujących samolotów:
- Aérospatiale Caravelle („Super 12")
- Airbus A300 B2/B4
- Airbus A320
- Airbus A321
- Airbus A330
- Dassault Mercure
- Douglas DC-3
- Fokker F27
- Fokker 100
- Vickers Viscount